# 二都物語
『二都物語』（にとものがたり、英語: A Tale of Two Cities）は、チャールズ・ディケンズの長編小説。全3巻。初版は1859年刊。
2つの都市ロンドンとパリを舞台として、ダーニーとカートンという2人の青年と、無罪の虜囚の娘であるルーシーとの関係を軸に、フランス革命前後を描く。トーマス・カーライル『フランス革命史』（1837年刊）に触発されて著された歴史小説で、作者後期の佳作の一つ。
2008年現在までに全世界で2億冊を発行した。

## あらすじ

### 第1部

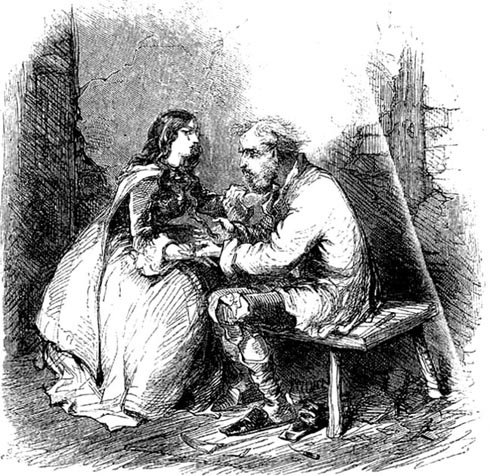
マネット父娘の再会

1775年11月末の金曜日、テルソン銀行の銀行員：ジャーヴィス・ローリーは、英南部ドーバーの宿で、17歳になる直前の少女ルーシー・マネットと落ち合う。ローリーから、18年間バスティーユ牢獄に入れられていた父：アレクサンドル・マネット医師が解放されたことを聞くと、二人はともにフランス王国へ向かう。
マネット医師は、ドファルジュ夫妻の営む酒場の上で保護されており、精神を病み、牢獄の中と同様に靴を作ってばかりいた。二人は、マネット医師を英国へ連れ帰る。

### 第2部

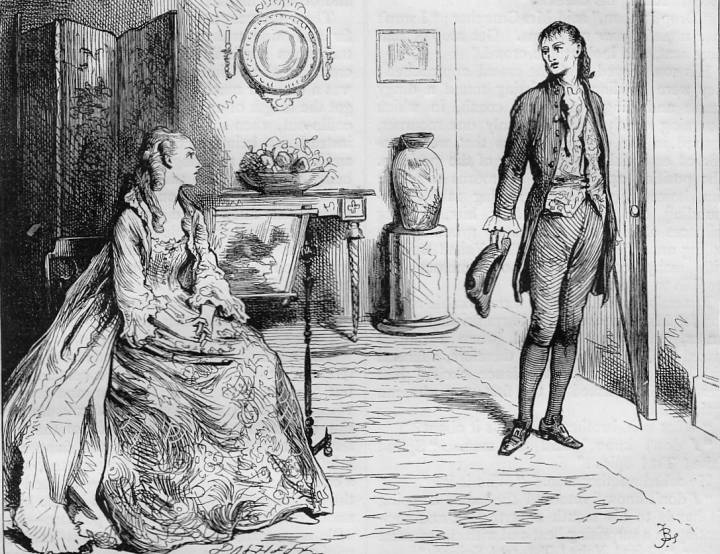
ルーシーへの献身を告白するカートン

1780年3月、ロンドンのオールド・ベイリーでは、フランスの亡命貴族：チャールズ・ダーニーの裁判が行われていた。ダーニーはスパイの嫌疑をかけられ、フランスから英国への旅の途上に出会ったマネット父娘やローリーも証人として出席している。ジョン・バーサッドやロジャー・クライの証言で有罪の可能性が出てくるが、弁護士ストライヴァーは、彼の同僚であるシドニー・カートンとダーニーの風貌が良く似ていることを引き合いに無実を勝ち取る。マネット父娘、ダーニー、そしてカートンとストライヴァーは知己になり親交を持つ。
ダーニーは実家を訪れ、侯爵家の当主である残忍な叔父と決別し、英国で教師や翻訳家として身を立てる。残忍な侯爵は、領民に殺害される。1年後、ダーニーはマネット医師に、ルーシーに求婚する意向を打ち明けるが、本名を打ち明けることは止められる。ストライヴァーもルーシーに求婚しようとするが、ローリーがやめさせる。
そしてカートンは、怠惰で酒浸りの自分がルーシーに相応しくないと前置きした上で、彼女が自分の心を照らしたことに感謝し、「ルーシーとルーシーが愛した人のために何でもする」と誓う。程なくしてルーシーはダーニーと結婚する。やがて、ルーシーは同名の女児ルーシーの母となり、父と夫とともに愛情深い家庭を築いた。またカートンも夫妻と交流を続ける。
6年が経過したころ、フランスではフランス革命の機運が盛り上がっていた。1789年、ドファルジュ夫妻はバスティーユ襲撃の先頭に立ち、マネット医師が囚われていた牢獄にも行く。
さらに3年後の1792年8月、ダーニーはかつての召使いの身におよんだ危機を知り、家族に行き先も告げずに渡仏する。

### 第3部
ダーニーはパリに着くや否や、恐怖政治の中、旧貴族階級に怨嗟を抱くフランス民衆に捕らえられる。1年3か月後、ルーシーとともにフランスへ駆けつけたマネット医師の尽力により一度は釈放されたが、別の罪で再度捕らえられてしまう。
裁判で、ドファルジュ夫妻はマネット医師の獄中に隠されていた手記を公表する。その内容は、ダーニーの父と叔父：サン＝テヴレモンド侯爵一族が、貧しい農民の娘を手籠めにしようと暴行し、彼女と彼女の夫、夫の弟を虐殺したものだった。そして娘の治療のために呼ばれたマネット医師が、この事件を告発しようとして逆に投獄されたことが判明する。エルネスト・ドファルジュはマネット医師の使用人であった。手記でマネット医師はエブルモント侯爵一族を激しく糾弾しており、かくして父や叔父たちの犯した暴虐により、ダーニーは死刑を宣告されてしまう。マネット医師は再び錯乱する。
復讐を果たしたテレーズは、さらにマネット父娘をも処刑台に送りこもうと画策する。そんな中、パリに来たカートンは、バーサッドの正体を暴いて弱みを握ると、ルーシー一行の脱出の手配を整えさせる。そして、ダーニーと入れ替わり、ギロチンの露と消えた。
断頭台に上る直前、カートンは、ルーシーとダーニーの間にシドニーと言う名の男児が生まれ、やがて立派な法律家となり、一族がカートンのことを語り継いでいる姿を預言した。

## 主な登場人物

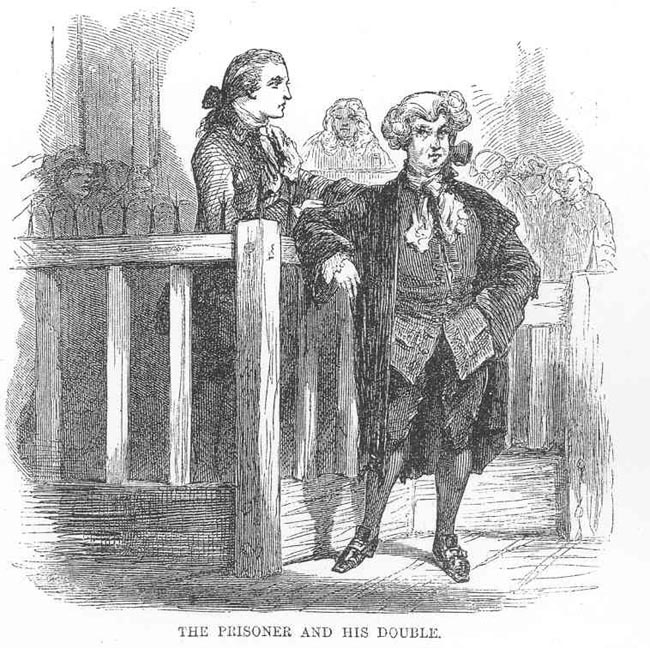
瓜二つのダーニーとカートン

ルーシー・マネット（en:Lucie Manette）
マネット医師の娘。死んでいたと思っていた父と、フランスで再会する。ダーニーと結婚し、女児ルーシーと男児（夭折）を産み幸福な家庭を築く。
アレクサンドル・マネット（en:Alexandre Manette）
外科医。バスティーユ牢獄で裁判も始まらないまま18年に渡って囚われ、精神を病み、記憶もおぼろげになっていた。錯乱状態になると靴作りを始めてしまう程だったが、ルーシーの記憶は残っており、亡命した英国で健康を取り戻す。婿であるダーニーの解放に尽力するが、彼が再度投獄された際に、最初の投獄理由が判明し、再び精神錯乱に陥る。
チャールズ・ダーニー（en:Charles Darnay）
フランスからの亡命貴族。裁判をカートンたちに助けられ、その際に証人であったルーシーと結ばれる。本名（フランス名）はシャルル・サン＝テヴレモンド。叔父の死により、サン＝テヴレモンド侯爵を継承するはずだったが、それらを放棄して英国に亡命する。かつての使用人ギャベルから救いを求める手紙を見、フランスへ向かうと、捕縛され死刑判決を受ける。
シドニー・カートン（en:Sydney Carton）
弁護士。普段は酒びたりの怠惰な生活を送る。ルーシーを愛しているが、彼女への献身的な愛を告白して身を引く。法律家としてはジャッカルに例えられる。
エルネスト・ドファルジュ（en:Ernest Defarge）
パリのサンタントワーヌで、夫婦で酒場を経営する。かつてはマネット医師の使用人であった。
テレーズ・ドファルジュ（en:Madame Defarge）
いつも棒針編みに没頭しているが、その実、客の会話から様々な情報を得ていた。幼いころ、姉とその夫たちをテヴレモンド侯爵に惨殺され、貴族階級に激しい恨みを抱いている。
ミス・プロス（en:Miss Pross）
マネット家の家政婦で、ルーシーを溺愛している。実弟ソロモンのことも溺愛しており、弟とルーシーの結婚を望んでいた。ルーシーのパリ脱出の際、時間稼ぎのためテレーズ・ドファルジュと揉み合いになり、彼女を死なせてしまう。
ジョン・バーサッド（en:John Barsad）
本名はソロモン・プロスで、ミス・プロスの弟。姉の金をくすねて以降、失踪し、1793年時点ではフランス共和国のスパイになっていた。かつては英国政府のスパイだったため、カートンに弱みを握られ、ダーニーの脱獄に協力する。
ロジャー・クライ
1775年に、カレー行きの船上でダーニーに雇われた使用人で、バーサッドの知人。病死し、セント・パンクラス・オールド教会に埋葬されたとされる。実は英国のスパイで、死を偽装していた。
ジャーヴィス・ローリー（en:Jarvis Lorry）
テンプル銀行の銀行員。高齢になっても旺盛に働く。
ジェリー（ジェレマイア）・クランチャー（en:Jerry Cruncher）
テンプル銀行の連絡員、雑用係。副業として「復活屋」をしており、土葬された死体を掘り起こして外科医に売り捌いている。妻に対して傲慢な態度を取る。
ストライヴァー（en:Stryver）
カートンの同僚。法律家としてはライオンに例えられる。勘違いしてルーシーに求婚しようとするが、ローリーの助言に従って思い止まる。別の未亡人と結婚。
サン＝テヴレモンド侯爵（en:Marquis St. Evrémonde）
ダーニーの父の双子の弟。残忍かつ傲慢で、ベッドの上で領民に殺害される。

## 邦訳
- 柳田泉訳 「二都物語」『世界文学全集18』（1928年 新潮社）、のち『二都物語』（1935年 新潮文庫 上下2巻）、のち（1947年 大泉書店）
- 名原広三郎訳「二都物語」『世界大衆文学全集42』（1930年 改造社）、のち「二都物語」『世界名作選 歴史小説集』（1939年 紫文閣）
- 松本泰・松本恵子共訳「二都物語」『ヂッケンス物語全集6』（1937年4月 中央公論社）、のち『二都物語』『二都物語・続』（1948年 和平書房 正続2巻[3]）
- 佐々木直次郎訳『二都物語』（1936年 岩波文庫 上中下3巻[4]、改版1948年 上・下巻）
- 大久保康雄訳『二都物語』（1946年7月 新文社 世界名著物語文庫）
- 原百代訳『二都物語』（1950年 岡倉書房 上下2巻）
- 伊藤佐喜雄訳『二都物語』（1950年 偕成社）
- 阿部知二訳「二都物語」『中学生全集64』（1951年12月 筑摩書房）
- 浅見淵訳『二都物語』（1951年 小峰書店）
- 長沢英一郎編訳「二都物語」『世界名作全集25』（1952年3月 大日本雄弁会講談社）
- 中島薄紅訳『二都物語』（1954年 黎明社）
- 猪俣礼二訳「二都物語」『世界文学全集 第2期6』（1955年11月 河出書房）
- 朝倉弘訳『二都物語』（1958年 三笠書房）
- 川崎淳之助・水口志計夫共訳『二都物語』（1958年 表現社）
- 本多顕彰訳「二都物語」『世界名作全集13』（1961年 筑摩書房）、のち『二都物語』（1966年 角川文庫）
- 中野好夫訳「二都物語」『世界文学全集6』（1961年3月 河出書房新社）、のち『二都物語』（1967年2月 新潮文庫 全2巻、のち改版1991年、再改版2012年）
- 國広哲弥訳『二都物語』（1962年 学生社）
- 松本恵子訳 『二都物語』（1971年7月 旺文社文庫）
- 亀山龍樹訳『二都物語』（1975年 集英社）
- 西山浅次郎訳『二都物語』（1979年 潮文社）
- 田辺洋子訳『二都物語』（2010年4月 あぽろん社）
- 加賀山卓朗訳『二都物語』（2014年6月 新潮文庫）
- 池央耿訳『二都物語』（2016年3月 光文社古典新訳文庫 全2巻）

## 二都物語を題材とした作品

### 映画
- 「嵐の三色旗」 -  1935年、アメリカ映画

ジャック・コンウェイ監督
カートン：ロナルド・コールマン、ルーシー：エリザベス・アラン
- 「二都物語」 - 1957年、イギリス映画

ラルフ・トーマス監督
カートン：ダーク・ボガード、ルーシー：ドロシー・テューティン
- 「ダークナイト ライジング」 - 2012年、アメリカ・イギリス映画

クリストファー・ノーラン監督
クリストファー・ノーランは二都物語に構想を得たと語っている。

### 舞台
- 「二都物語」 - 宝塚歌劇団

1985年月組にて初演。大地真央主演。
2003年花組にて再演。瀬奈じゅん主演。
- 「二都物語」 - 2013年。時代設定を、古代の日本（ヤマタイとクナ）にアレンジ。草彅剛主演。
- 東宝ミュージカル「二都物語」  - 東宝

2013年。2008年にブロードウェイ・シアターで上演されたA Tale of Two Citiesの日本公演版である。井上芳雄主演。
2025年。約12年ぶりの再演。井上芳雄主演。
- 「二都物語」 - Youth Theatre Japan（YTJ）

2015年。2008年にブロードウェイ・シアターで上演されたA Tale of Two Citiesの日本公演版である。